# Timmele
Timmele is een plaats in de gemeente Ulricehamn in het landschap Västergötland en de provincie Västra Götalands län in Zweden. De plaats heeft 850 inwoners (2005) en een oppervlakte van 112 hectare.

## Verkeer en vervoer
Bij de plaats lopen de Riksväg 46 en Länsväg 182.